# 당티응옥틴

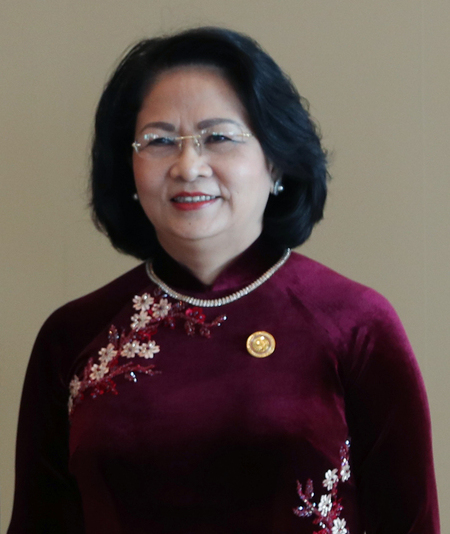
당티응옥틴

당티응옥틴(베트남어: Đặng Thị Ngọc Thịnh, 鄧玉盛, 등옥성, 1959년 12월 25일 ~ )은 꽝남성 출신의 베트남의 정치인이다. 2016년 4월 8일부터 현재까지 베트남 국가부주석을 역임하고 있다.
2018년 9월 21일, 쩐다이꽝 국가 주석의 사망으로, 국가 주석의 권한을 대리하게 되었다.

## 같이 보기
- 여성 국가 지도자